# John Ørsted Hansen
John Ørsted Hansen (* 8. Oktober 1938 in Kopenhagen; † 29. August 2022) war ein dänischer Ruderer.
Der dänische Vierer ohne Steuermann vom Ruderverein KVIK aus Kopenhagen wurde von Poul Danning trainiert. Bei den Europameisterschaften 1963 belegte die Crew den fünften Platz. Im Jahr darauf gewann bei den Europameisterschaften 1964 in Amsterdam der deutsche Vierer vor dem dänischen Boot. Bei der Olympiaregatta 1964 gewannen die Dänen den ersten Vorlauf, die Briten den zweiten Vorlauf und die deutschen Europameister den dritten Vorlauf. Im Finale war der deutsche Schlagmann Günter Schroers gesundheitlich angeschlagen und der deutsche Vierer kam nur auf den sechsten Platz, die Dänen siegten im Endspurt knapp vor den Briten und dem US-Vierer. Bei seinem letzten Auftritt belegte der dänische Vierer den sechsten Platz bei den Weltmeisterschaften 1966.
Der 1,85 m große John Ørsted Hansen war von Beruf Installateur.